# Viola pacifica
Viola pacifica Juz. – gatunek roślin z rodziny fiołkowatych (Violaceae). Występuje naturalnie na Rosyjskim Dalekim Wschodzie – w Kraju Nadmorskim. 

## Morfologia
PokrójBylina dorastająca do 3–10 cm wysokości, tworzy kłącza.
LiścieBlaszka liściowa ma owalny kształt. Mierzy 1–5,5 cm długości oraz 0,7–3 cm szerokości, jest karbowana na brzegu, ma sercowatą nasadę i ostry lub tępy wierzchołek. Ogonek liściowy jest nagi. Przylistki są lancetowate.
KwiatyPojedyncze, wyrastające z kątów pędów. Mają działki kielicha o lancetowatym kształcie. Płatki są odwrotnie jajowate, mają białą barwę oraz 5–8 mm długości, dolny płatek posiada obłą ostrogę o długości 4-5 mm.

## Biologia i ekologia
Rośnie na łąkach, skarpach i terenach skalistych. 